# Widgey R. Newman
Widgey R. Newman (30 settembre 1900 – 15 luglio 1944) è stato un regista e attore britannico.

## Filmografia

### Regista
- Bleak House (1926)
- I Want a Pie with a Plum In (1926)
- Nervo and Knox (1926)
- I Can't Take You Out of My Dreams (1926)
- The Houston Sisters (1926)
- The Loud Speaker (1926)
- How I Began (1926)
- Home Construction (1926)

- Dora (1927)
- Dilly and Dally (1927)
- Pop (1927)
- Dot and Carrie (1927)
- I Don't Care What You Used to Be (1927)
- John Citizen's Lament (1927)
- Dandy George and Rosie (1927)
- Teddy Brown (1927)
- Frivolous Fragments (1927)
- Sensations of 1927 (1927)
- Westminster Glee Singers (1927)
- The Merchant of Venice (1927)
- Osculation (1927)
- Listening In (1927)
- Broadcasting (1927)
- Saint Joan (1927)
- Harry and Max Nesbitt (1927)
- The Lard Song (1927)
- Elga Collins the Versatile Entertainer (1927)
- Edith Sitwell (1927)
- A Reckless Gamble (1928)
- Clonk! (1928)
- Hot Water and Vegetabuel (1928)
- Castle Sinister (1932)
- Heroes of the Mine (1932)
- Danse macabre (1932)
- Funeral March of a Marionette (1932)
- Liebestraum (1932)
- Melody in F (1932)
- The Merry Men of Sherwood (1932)
- The Moonlight Sonata (1932)
- Rachmaninov's Prelude (1932)
- Little Waitress (1932)

- Oh for a Plumber! (1933)
- Lucky Blaze (1933)
- The Unholy Quest (1934)
- The Immortal Gentleman (1935)

- What the Parrot Saw (1935)
- Lucky Dogs (1935)
- Pal O'Mine (1936)
- Apron Fools (1936)
- What the Puppy Said (1936)
- The Dream Doctor (1936)

- Our Royal Heritage (1937)
- River Folk (1937)
- On Velvet (1938)
- A Sister to Assist 'Er (1938)
- Men Without Honour (1939)
- Henry Steps Out (1940)
- Two Smart Men (1940)
- Strange to Relate (1943)
- The Peke Speaks (1944)

### Produttore
- The Merchant of Venice (1927, diretto da Widgey R. Newman)
- Castle Sinister (1932, diretto da Widgey R. Newman)
- The Unholy Quest (1934, diretto da Widgey R. Newman)
- The Immortal Gentleman (1935, diretto da Widgey R. Newman)
- What the Parrot Saw (1935, diretto da Widgey R. Newman)
- Pal O'Mine (1936, diretto da Widgey R. Newman)
- What the Puppy Said (1936, diretto da Widgey R. Newman)
- The Dream Doctor (1936, diretto da Widgey R. Newman)
- On Velvet (1938, diretto da Widgey R. Newman)
- A Sister to Assist 'Er (1938, diretto da Widgey R. Newman e da George Dewhurst)
- Men Without Honour (1939, diretto da Widgey R. Newman)
- Henry Steps Out (1940, diretto da Widgey R. Newman)
- Two Smart Men (1940, diretto da Widgey R. Newman)
- Strange to Relate (1943, diretto da Widgey R. Newman)
- Tre, Pol and Pen (1943, diretto da Joan Newman)
- The Peke Speaks (1944, diretto da Widgey R. Newman)

### Sceneggiatore
- Castle Sinister (1932, regia di Widgey R. Newman)
- Danse macabre (1932, regia di Widgey R. Newman)
- Funeral March of a Marionette (1932, regia di Widgey R. Newman)
- Liebestraum (1932, regia di Widgey R. Newman)
- Melody in F (1932, regia di Widgey R. Newman)
- The Moonlight Sonata (1932, regia di Widgey R. Newman)
- Rachmaninov's Prelude (1932, regia di Widgey R. Newman)
- Lucky Blaze (1933, diretto da Widgey R. Newman)
- The Unholy Quest (1934, diretto da Widgey R. Newman)
- The Immortal Gentleman (1935, diretto da Widgey R. Newman)
- What the Parrot Saw (1935, diretto da Widgey R. Newman)
- Pal O'Mine (1936, diretto da Widgey R. Newman)
- Strange to Relate (1943, diretto da Widgey R. Newman)
- The Peke Speaks (1944, diretto da Widgey R. Newman)